# Yin Xu
Yin Xu (xinès: 殷墟 xinès: 殷墟), és un jaciment arqueològic situat prop de la ciutat d'Anyang a la província de Henan, a uns 500 km al sud de Pequín.
Al juny de 2006, la UNESCO va declarar a Yin xu com a Patrimoni de la Humanitat pel seu immens valor històric-cultural, abastant una superfície protegida de 414 ha i una zona de respecte de 720 hectàrees.

## Descripció
El jaciment arqueològic de Yin Xu, situat a prop de la ciutat d'Anyang, a uns 500 km al sud de Beijing, conté els vestigis d'una antiga capital de les acaballes de la Dinastia dels shang (1300-1046 aC). Yin Xu és un testimoni d'apogeu assolit per la cultura, l'artesania i les ciències de la Xina antiga en un període de gran prosperitat de l'edat del bronze. Durant les excavacions s'han desenterrat algunes tombes i palaus prototípics de l'arquitectura xinesa d'èpoques posteriors. El lloc comprèn el Palau i l'àrea dels temples ancestrals reals (un rectangle de 1000 × 650 metres), en els quals s'han trobat més de 80 fonaments d'edificis i la Tomba de Fu Hao, que és l'única sepultura trobada intacta, fins ara, d'un membre de la família d'un dels monarques de la dinastia Shang. L'abundància i la magnífica factura dels objectes funeraris trobats testifiquen el grau de sofisticació assolit per la indústria artesanal en l'època dels Shang. Les inscripcions que figuren en les restes òssies trobades a Yin Xu, utilitzats per als oracles, aporten un inestimable testimoni sobre un dels sistemes d'escriptura més antics del món, l'escriptura dels ossos oraculars, així com sobre les creences i sistemes socials de l'època. Aquests objectes constitueixen ara un més dels tresors arqueològics nacionals de la Xina.
A Yin Xu s'han trobat també moltes fosses amb escàpules de bovins i plastrons de tortuga (parts ventrals de les closques). Les inscripcions que figuren en els ossos oraculars, utilitzats en rituals endevinatoris, aporten un inestimable testimoni sobre un dels sistemes d'escriptura més antics del món, així com sobre les creences i sistemes socials de la Dinastia Shang.

## Galeria d'imatges

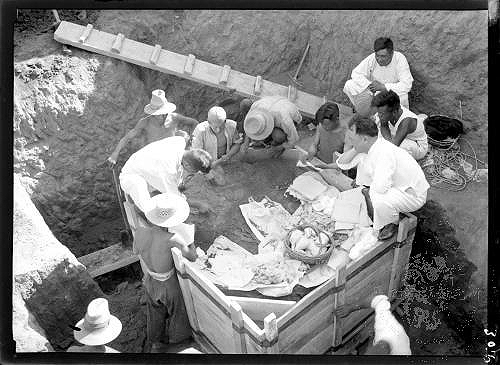
Arqueolegs excavant a Yin Xu (1936)
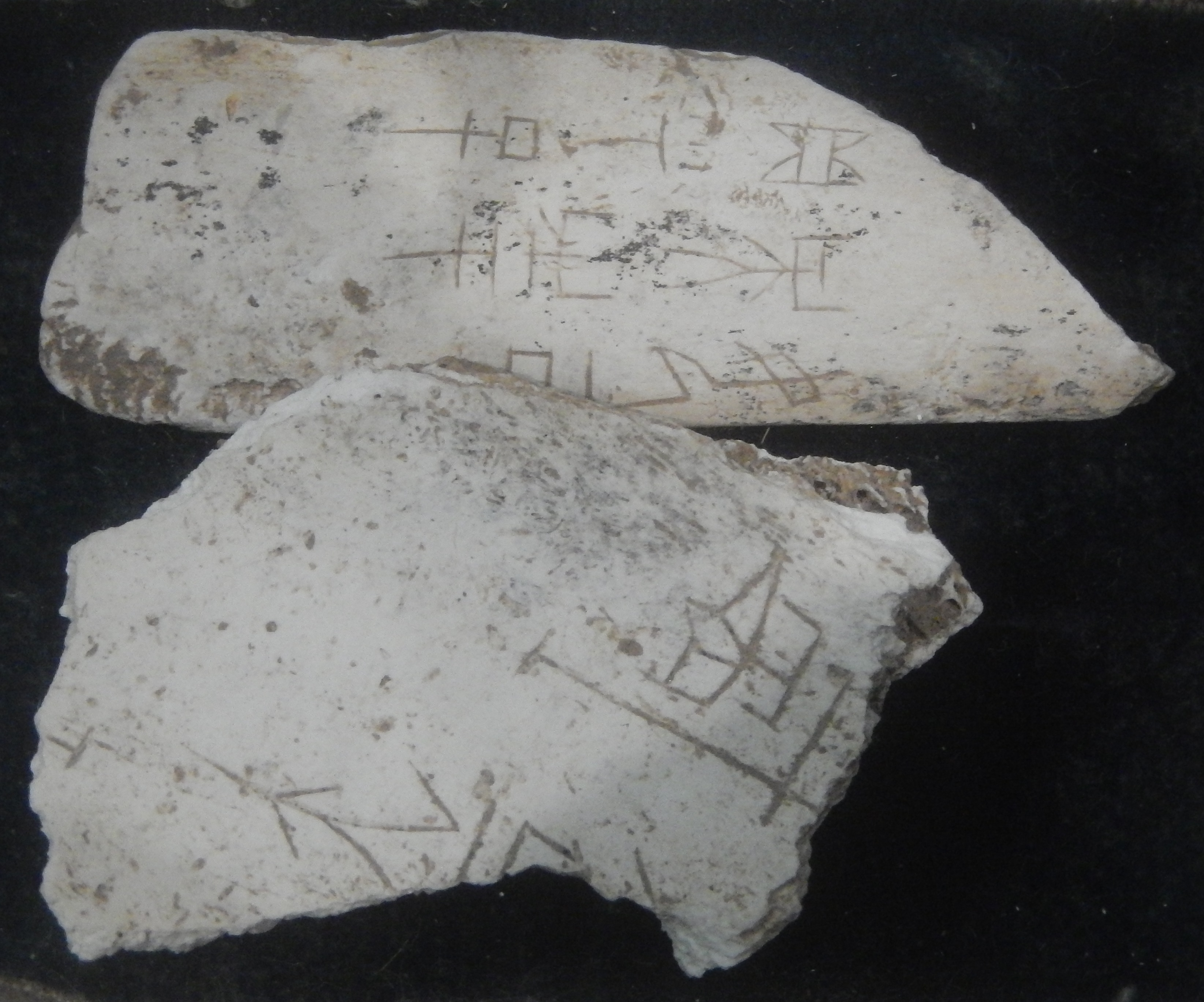
Ossos oraculars
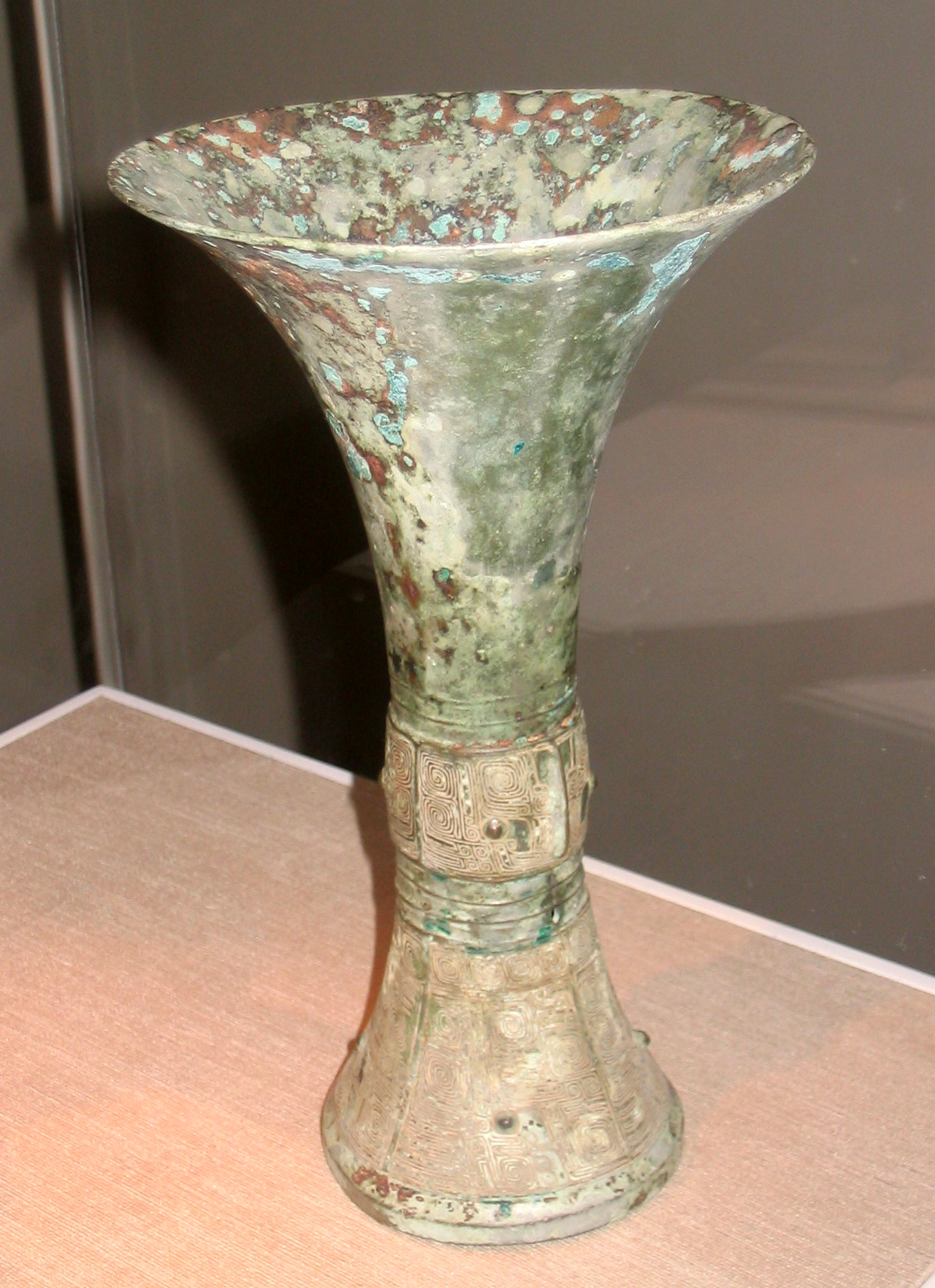
Recipient per vi de la dinastia Shang
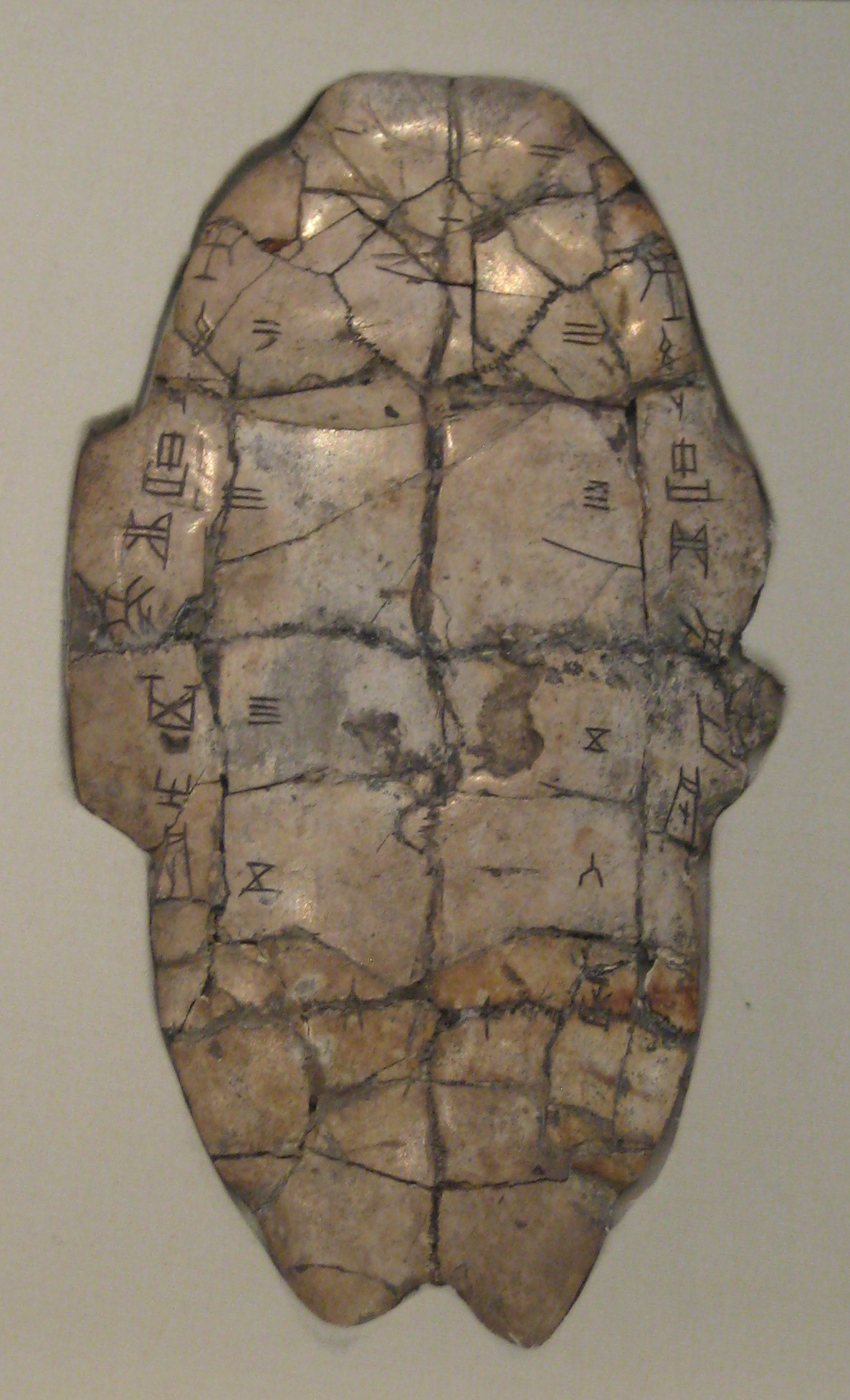
Plastró escrit
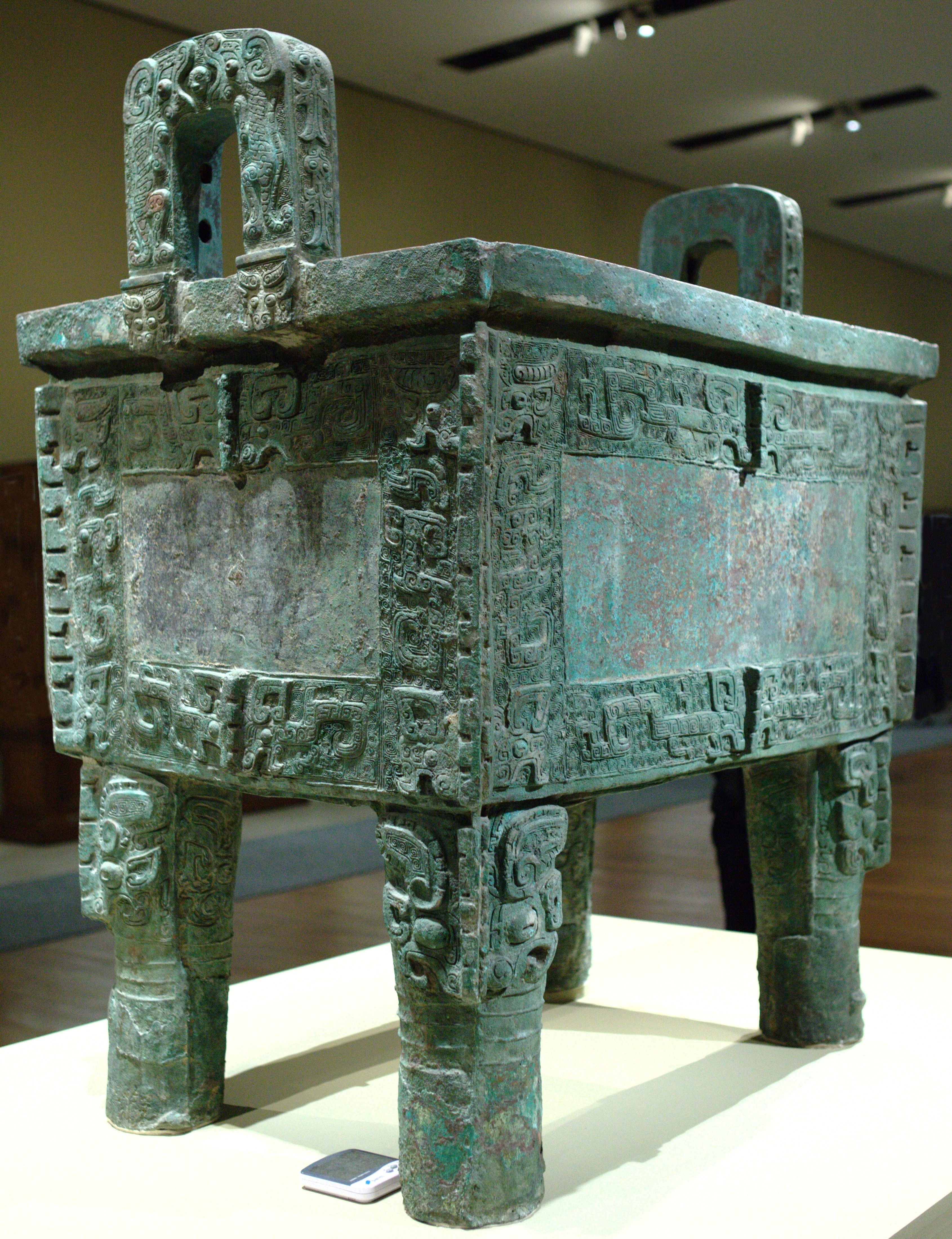
Simuwu Ding, la peça més pesada de bronze treballat trobada a la Xina fins ara.